# Canthidium priscillae
Canthidium priscillae là một loài bọ cánh cứng trong họ Bọ hung (Scarabaeidae).